# Louise Lambert-Lagacé
Louise Lambert-Lagacé (1941 à Montréal - ) est une nutritionniste québécoise.

## Biographie
Elle obtient un baccalauréat en nutrition à l'Université de Montréal en 1961 et dirige par la suite une clinique privée de nutrition.
Elle a rédigé plusieurs livres sur la nutrition des enfants. Elle a également collaboré à plusieurs publications, comme le Montréal-Matin, Châtelaine et Le Devoir.
Chroniqueuse télé, elle a travaillé à Télé-Métropole, à Radio-Canada, à Radio-Québec et à TVA dans plus de 600 émissions.

## Ouvrages
- Au menu des 65 ans et plus, Éditions de l'Homme, 2016
- Le nouveau défi alimentaire de la femme, Éditions de l'Homme, 2008
- Comment nourrir son enfant, Éditions de l'Homme, 2007
- Les menus midi, Éditions de l'Homme, 2005
- Ménopause, nutrition et santé, Éditions de l'Homme, 2004
- Le végétarisme à temps partiel, Éditions de l'Homme, 2001
- La nouvelle boîte à lunch, Éditions de l'Homme, 1992

## Distinctions
- 1999 - Membre de l'Ordre du Canada
- 2017 - Prix du Best in the World dans la catégorie des seniors pour Au menu des 65 ans et plus, au Gourmand World Cookbook Awards 2017
- 2001 - Prix d’excellence pour l’avancement de la nutrition de l’Institut Danone
- 1999 - Prix Ross pour l’excellence de sa carrière de l’Ordre professionnel des diététistes du Québec
- 1999 - Médaille d’argent du rayonnement culturel de la Renaissance française
- 1995 - Prix Femme de mérite du YWCA
- 1993 - Médaille du 150e anniversaire de la Faculté de médecine de l’Université de Montréal
- 2006 - Chevalier de l'Ordre national du Québec